# Batalla de Vinland (1003)
La batalla de Vinland es va produir el 1003 quan Thorvald Eiriksson va tenir el primer contacte amb la població nativa que hauria estat coneguda com a skrælingjar. Després de capturar i matar vuit dels indígenes, van ser atacats a les seves naus encallades, que van defensar: 
| « | He estat ferit sota el meu braç, va dir. Una fletxa va volar entre el límit de la nau i l'escut a la meva aixella. Aquí hi ha la fletxa, i aquesta ferida causarà la meva mort. | » |